# 梅罗讷
梅罗讷（法語：Meyronne，法語發音：[meʁɔn]）是法国洛特省的一个市镇，属于古尔东区。

## 地理
梅罗讷（44°52'37"N, 1°34'39"E）面积8.04 平方千米，位于法国奧克西塔尼大區洛特省，该省份为法国西南部内陆省份，北起顺时针与科雷兹省、康塔爾省、阿韦龙省、塔恩-加龙省、洛特-加龍省和多尔多涅省接壤。
与梅罗讷接壤的市镇（或旧市镇、城区）包括：克雷斯、拉卡沃、蒙瓦朗、罗卡马杜尔、圣索齐。

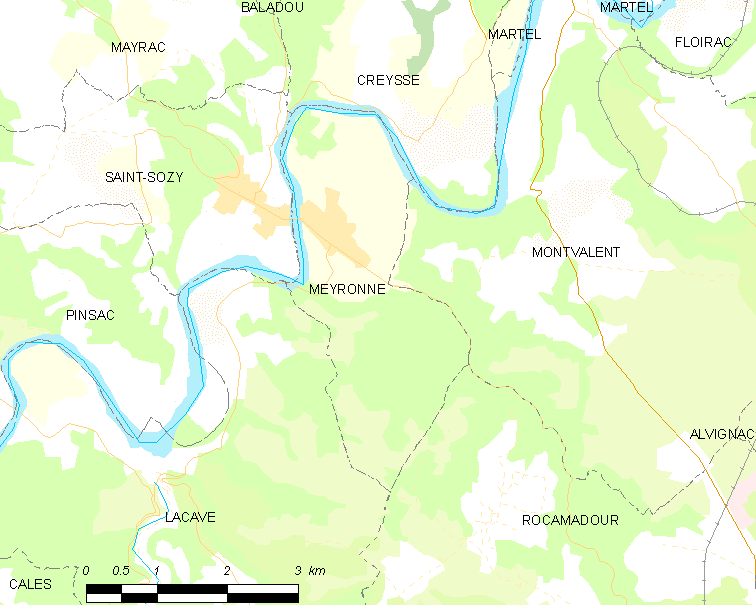
梅罗讷的OSM定位图

梅罗讷的时区为UTC+01:00、UTC+02:00（夏令时）。

## 行政
梅罗讷的邮政编码为46200，INSEE市镇编码为46192。

## 政治
梅罗讷所属的省级选区为苏亚克县。

## 人口

1962-2008年间梅罗讷人口变化图示

梅罗讷于2022年1月1日时的人口数量为264人。